# Embia klugi
Embia klugi is een insectensoort uit de familie Embiidae, die tot de orde webspinners (Embioptera) behoort. De soort komt voor in Brazilië.
Embia klugi is voor het eerst wetenschappelijk beschreven door Rambur in 1842.